# Конверсационный анализ
Конверсацио́нный ана́лиз — это эмпирический метод научного познания, который основывается на установлении взаимосвязей между структурами разговора, социальными практиками и ожиданиями коммуникантов, на основании которых последние выбирают определенную модель поведения и интерпретируют поведение других.
Конверсационный анализ представляет собой анализ эпизодов вербальной коммуникации в естественной ситуации. Объектом анализа в данном случае представляется не коммуникация как таковая, а связь между разговором и социальным контекстом.

## История изучения
Произошел в результате переосмысления этнометодологического подхода, разработанного Г. Гарфинкелем в рамках социодраматической концепции Э. Гоффмана. Теоретическая основа конверсационного анализа была подготовлена в 1960-х годах в университете штата Калифорния Г. Саксом.
Эмпирической основой конверсационного анализа стало изучение звонков в центр предотвращения самоубийств Лос-Анджелеса. Гипотезой исследования Г. Сакса стало предположение о том, что обычные разговоры имеют структурную организацию, и их возможно изучать с помощью многократного наблюдения и анализа записанных ситуаций естественного общения по телефону. Постепенно акцент в исследовании начал смещаться на изучение механизмов и правил распределения коммуникативных ролей и особенностей линейной организации разговора в разрезе социальных условий коммуникации. В ходе эксперимента также уточнялись теоретические положения, расширялся методологический инструментарий, а также расширен круг анализируемого речевого материала.
Целью разработок Г. Сакса было создание метода, который было бы невозможно идеализировать. Конверсационный анализ нацелен на анализ конкретной ситуации в конкретном контексте, а не на обобщение и генерализацию. Сторонники конверсационного анализа работают исключительно с первичными, «сырыми» данными, которые позволяют изучить каждый случай в отдельности.
Впоследствии наработки Г. Сакса были развиты Э. Щегловым и Г. Джефферсон, которые, в частности, более углубленно изучили вопрос мены коммуникативных ролей, а также расширили объем и характеристики эмпирического материала для исследований.
США остаются флагманом исследований в рамках конверсационного анализа и по сей день, но также они проводились в Германии, Италии, а с 1990-х годов — во Франции.

## Ключевые аспекты метода
В рамках конверсационного анализа нашли свое отражение две ключевые идеи этнометодологии: индексальность и рефлективность.
Индексальность предполагает, что смысл и значение действия, а именно произнесенные в ходе разговора слова и высказывания, звуки и паузы, в первую очередь определяется контекстом. Рефлективность — это понятие, которое отражает то, что произнесенные слова и выражения конституируют социальный мир, в котором находятся коммуниканты.
К основным понятиям конверсационного анализа, помимо перечисленных выше, относятся практика, объясняемость и членство. Все эти понятия были заимствованы из этнометодологии.
Практика — это постоянное воссоздание социальной реальности, процесс повседневной деятельности людей по производству и обработке информации в рамках языкового взаимодействия.
Объясняемость — это совокупность способов, которые используются коммуникантами для того, чтобы сделать свою повседневную деятельность рациональной по видимости и поддающейся описанию для любых практических целей с целью сделать эту деятельность более организованной.
Членство — включенность в коммуникационный процесс постоянного воссоздания естественного языка и придания нового смысла привычным словам и выражениям. Особенный интерес для представителей этого направления является процесс овладения языковых навыков детьми для последующего обретения Членства в коммуникационном пространстве.
Целью конверсационного анализа является описание различных практик, принятых в обществе, а также ожиданий, на основе которых коммуниканты принимают определенные решения. Вклад каждого коммуниканта в разговор индивидуален и определен совокупностью факторов, а также контекстом. Контекст в данном случае разделяется на два измерения: локальный контекст представляет собой конфигурацию слов и высказываний, предшествующих исследуемому, институциональный контекст — ситуация, в которой происходит коммуникация (например, экзамен в университете, прием у врача).
Наиболее детальными и локализованными исследованиями в конверсационном анализе являются труды по организации естественной речи, посвященные так называемым адъяцентным, или соседствующим парам. К этим парам, согласно Саксу, относятся примыкающие друг другу вопрос и ответ, если они связаны друг с другом единственно возможным образом.
Соседствующие пары как феномен основываются на основании парных действий, так как с помощью реплик коммуниканты выполняют некоторые действия, организованные в некоторой последовательности. В таком случае именно последовательность произнесенных реплик станет первичной единицей анализа.
Адъяцентная пара имеет несколько характеристик:
- последовательность из двух действий;
- примыкание действий;
- осуществление действий разными людьми;
- действия упорядочены;
- действия типологизированы так, что первая часть пары задает вторую часть определенного вида.

Дж. Херитэдж выделяет три ключевых постулата конверсационного анализа:
1. вербальное взаимодействие структурно организованно;
2. вклад каждого участника определен контекстом;
3. особенности естественной речи актуализированы в каждой детали интеракции[5].

Организованность каждого эпизода вербальной коммуникации предполагает, что каждая интеракция может подвергнуться формальному описанию.
К особенностям конверсационного анализа как метода возможно отнести следующие:
1. анализ производится на основе первичных данных без привлечения заранее сформулированных гипотез;
2. детали текста и обстоятельств эпизода коммуникации имеют решающее значение;
3. порядок организаций деталей повседневной речи существует прежде всего для людей, которые эту речь конструируют.

## Критика
Конверсационный анализ на данный момент остается одним из самых дискуссионных методов в этнометодологических кругах. Некоторые представители этой дисциплины утверждают, что конверсационный анализ не в полной мере использует потенциал для исследований, созданный этнометодологией, а также то, что этот метод имеет неоднозначные допущения.
Так, Пол Аткинсон полагает, что конверсационный анализ слишком сильно подвержен влиянию бихевиористской и эмпирической социологии, в связи с чем ограничиваются перспективы этнометодологии. Смысл и значение беседы в таком случае ограничиваются изучением лишь одной конкретной ситуации, сильно модифицированной контекстом.
М. Хаммерсли также указывает, что конверсационный анализ игнорирует такой аспект, как анализ характеристик участников взаимодействия. Особую линию критики конверсационного анализа составляют замечания аналитиков и практиков дискурс-анализа. По мнению М. Биллига, конверсационный анализ неявно транслирует искаженную картину мира, в которой предполагается наличие равенства и партнерства. Такой вывод Биллиг делает, основываясь на используемых в КА категориях членства, а также исходя из того, что независимость взаимодействия от внешних условий контекста и минимальный учет характеристик участников формирует тождественность и взаимозаменяемость реплик говорящих.
Также Дж. Коултер показывает, что зафиксированная с помощью конверсационного анализа структурная организация разговора априори искусственна в эпистемологическом плане: не существует такой суммы доказательств, которая бы могла нас убедить в том, что, например, ответы с необходимостью не следуют за вопросами.